# 叶夫根尼·巴拉廷斯基
叶夫根尼·阿布拉莫维奇·巴拉廷斯基（羅馬化：Yevgeniy Abramovich Baratynskiy；1800年3月2日—1844年7月11日），俄國诗人，曾被亚历山大·普希金称赞为最优秀的俄罗斯挽歌诗人。在经历长时间的名声衰落后，巴拉廷斯基作为一位富有思想的诗人被俄罗斯象征主义诗人重新发现。